# 乌拉多恩
乌拉多恩（1981年—），本名吴雷，满族，出生于山东济南。大学就读于星海音乐学院，毕业后留在广州工作，曾创造200多首歌曲。於2014年曾参加《中国好歌曲》第一季，憑著一首原创歌曲《鸟人》，赢得导师四推，成为劉歡戰隊學員。於2017年曾參加《夢想的聲音》第二季。